# Jordânia nos Jogos Olímpicos de Verão de 1992
A Jordânia competiu nos Jogos Olímpicos de Verão de 1992 em Barcelona, Espanha.

## Resultados por Evento

### Atletismo
5.000 m masculino
- Awwad Al-Hasini
  - Eliminatórias — 14:55.58 (→ não avançou, 48º lugar)

10.000 m masculino
- Awwad Al-Hasini
  - Eliminatórias — 30:43.19 (→ não avançou, 47º lugar)